# Anne Brochet
Pour les articles homonymes, voir Brochet (homonymie).
Anne Brochet, née le 22 novembre 1966 à Amiens est une actrice, réalisatrice et écrivaine française. Elle reçoit le prix Romy-Schneider en 1991 et le César du meilleur second rôle féminin en 1992.

## Biographie
Anne Brochet se forme aux arts dramatiques au cours Florent ainsi qu'au Conservatoire national supérieur d'art dramatique (promotion 1988)
En 1988, elle est nommée au César du meilleur espoir féminin pour son rôle dans Masques de Claude Chabrol, puis au prix du cinéma européen de la meilleure actrice 1990 et au César de la meilleure actrice 1991 pour avoir incarné Roxane dans Cyrano de Bergerac. Elle est alors honorée du prix Romy-Schneider 1991, décerné chaque année à une jeune comédienne espoir du cinéma francophone.
En 1992, elle reçoit le César du meilleur second rôle féminin dans Tous les matins du monde.
Elle joue également régulièrement au théâtre, notamment dans des classiques tels que Le Cid de Pierre Corneille et Jules César de William Shakespeare, et tourne pour la télévision, notamment dans le téléfilm de l'an 2000 La Chambre des magiciennes dont elle tient le premier rôle.
Anne Brochet est également romancière. Elle écrit six romans publiés entre 2001 et 2024.

### Vie privée
Anne Brochet est en couple avec Gad Elmaleh jusqu'en 2002 et ils ont un fils, Noé, né le 1er novembre 2000,.

## Filmographie

### Télévision
- 1986 : Le Bal d'Irène de Jean-Louis Comolli
- 2000 : La Chambre des magiciennes de Claude Miller
- 2004 : Les Bottes de Renaud Bertrand
- 2004 : Coup de vache de Lou Jeunet
- 2005 : Nom de code : DP de Patrick Dewolf
- 2005 : La Dérive des continents de Vincent Martorana
- 2006 : Poison d'avril de William Karel
- 2007 : Voici venir l'orage... de Nina Companeez
- 2012 : Inquisitio de Nicolas Cuche (série TV)
- 2017 : Mystère place Vendôme de Renaud Bertrand
- 2019 : Capitaine Marleau : Veuves mais pas trop de Josée Dayan
- 2022 : Je te promets (saison 2)
- 2022 : Et la montagne fleurira d'Éléonore Faucher : Adélaïde

### Cinéma
- 1987 : Masques de Claude Chabrol
- 1987 : Buisson ardent de Laurent Perrin
- 1988 : La Nuit Bengali de Nicolas Klotz
- 1988 : La Maison assassinée de Georges Lautner
- 1989 : Tolérance, de Pierre-Henri Salfati
- 1990 : Cyrano de Bergerac de Jean-Paul Rappeneau
- 1991 : Tous les matins du monde d'Alain Corneau
- 1992 : Confessions d'un barjo de Jérôme Boivin
- 1994 : Du fond du cœur de Jacques Doillon
- 1994 : Consentement mutuel de Bernard Stora
- 1997 : La Geôlière (Driftwood) de Ronan O'Leary
- 1998 : Une journée de merde de Miguel Courtois
- 2000 : 30 ans de Laurent Perrin
- 2001 : Dust de Milcho Manchevski
- 2003 : Le bonheur ne tient qu'à un film de Laurence Côte (court-métrage)
- 2003 : Histoire de Marie et Julien de Jacques Rivette
- 2004 : Confidences trop intimes de Patrice Leconte
- 2004 : Je suis un assassin de Thomas Vincent
- 2004 : La confiance règne d'Étienne Chatiliez
- 2005 : Le Temps des porte-plumes de Daniel Duval
- 2006 : Les Irréductibles de Renaud Bertrand
- 2006 : Un château en Espagne d'Isabelle Doval
- 2008 : Comme les autres de Vincent Garenq
- 2009 : Le Hérisson de Mona Achache
- 2010 : La Rafle de Roselyne Bosch
- 2010 : Les Nuits de Sister Welsh de Jean-Claude Janer
- 2014 : Des lendemains qui chantent de Nicolas Castro
- 2014 : Les Gazelles de Mona Achache
- 2014 : Arrête ou je continue de Sophie Fillières

### Réalisatrice
- 2010 : La Reine s'évade (court-métrage)
- 2013 : Brochet comme le poisson (documentaire)
- 2022 : Rêve de mouette (documentaire co-réalisé avec Pierre-Alain Giraud)

## Théâtre
- 1986 : La Hobereaute de Jacques Audiberti, mise en scène Jean-Paul Lucet, Théâtre des Célestins
- 1988 : Le Cid  de Corneille, mise en scène Gérard Desarthe, MC93 Bobigny
- 1993 : Partenaires de David Mamet, mise en scène Bernard Stora, Théâtre de la Michodière
- 1997 : La Terrasse de Jean-Claude Carrière, mise en scène Bernard Murat, Théâtre Antoine
- 1998 : Giacomo le tyrannique de Giuseppe Manfridi, mise en scène Antonio Arena, Théâtre du Rond-Point
- 1998 : Tout contre de Patrick Marber, mise en scène Patrice Kerbrat, Théâtre Fontaine
- 2001 : La Jalousie de Sacha Guitry, mise en scène Bernard Murat, théâtre Édouard VII
- 2003 : Bash, scènes d'apocalypse de Neil Labute, mise en scène Pierre Laville
- 2005 : Le Miroir d'Arthur Miller, mise en scène Michel Fagadau, Comédie des Champs-Élysées
- 2006 : L’Image de Samuel Beckett, mise en scène Arthur Nauzyciel, Dublin, Théâtre national d’Islande Reykjavik et Festival “Les Grandes Traversées” à Bordeaux en 2007
- 2009 : Vie privée de Philip Barry, mise en scène Pierre Laville, Théâtre Antoine
- 2010 : La Fausse Suivante de Marivaux, mise en scène Lambert Wilson, Théâtre des Bouffes du Nord
- 2011 : Youri de Fabrice Melquiot, mise en scène Didier Long, Théâtre Hébertot
- 2012 : Jules César de William Shakespeare, mise en scène Arthur Nauzyciel, tournée
- 2013 : La Dame de la mer d'Henrik Ibsen, mise en scène Jean-Romain Vesperini, Théâtre Montparnasse
- 2019 : Architecture de Pascal Rambert, mise en scène de l'auteur, festival d'Avignon puis théâtre des Bouffes du Nord et tournée
- 2022 : Tout mon amour de Laurent Mauvignier, mise en scène Arnaud Meunier, théâtre du Rond-Point

## Publications

### Romans
- 2001 : Si petites devant ta face (Éditions Le Seuil)
- 2005 : Trajet d’une amoureuse éconduite (Éditions Le Seuil)
- 2007 : La Fortune de l'homme et autres nouvelles (Éditions Le Seuil)
- 2015 : Le Grain amer (Éditions Le Seuil)
- 2019 : La Fille et le Rouge (Grasset)
- 2024 : L’ Armoire de vies (Albin Michel)

## Distinctions

### Récompenses
- Prix Romy-Schneider 1991
- César 1992 : César du meilleur second rôle féminin pour Tous les matins du monde

### Nominations
- César 1988 : César du meilleur espoir féminin pour Masques
- Prix du cinéma européen1990 : Meilleure actrice européenne de l'année pour Cyrano de Bergerac
- César 1991 : César de la meilleure actrice pour Cyrano de Bergerac